# Tandläkarhögskolan i Umeå

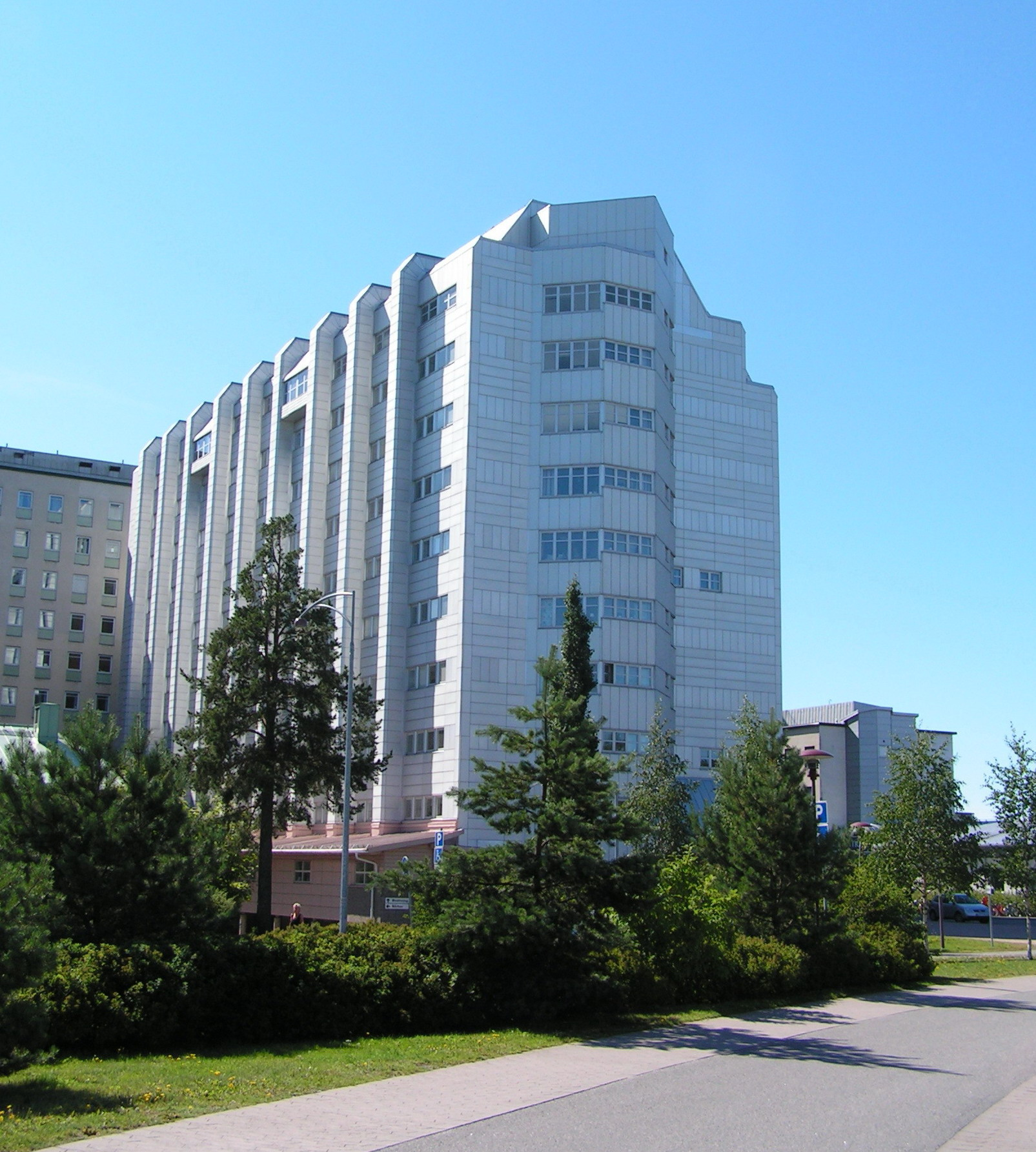
Tandläkarutbildningens byggnad vid Norrlands universitetssjukhus, invigd 1984

Tandläkarhögskolan i Umeå, ursprungligen Tandläkarinstitutet i Umeå, var en högskola för tandläkarutbildning i Umeå som existerade 1956 till 1964, varav 1956–1963 som filial till Tandläkarhögskolan i Stockholm och 1963–1964 som självständig högskola. Den uppgick därefter i Umeå universitet som dess odontologiska fakultet, som senare blivit institutionen för odontologi.
"Tandläkarhögskolan i Umeå" har dock fortsatt att vara en vanlig informell beteckning på verksamheten även under perioden efter 1964 och så sent som 2011, men inte längre, bar tandläkarstudenternas ID-brickor överskriften "Tandläkarhögskolan Umeå", även om högskolan inte längre existerar. Anställd personal har överskriften "Västerbottens Läns Landsting" eller "Umeå Universitet" beroende på arbetsgivare.

## Historik
Uppbyggnaden av en Folktandvårdsorganisation till följd av ett riksdagsbeslut 1938 ledde till ett ökat behov av tandläkare. Vid denna tidpunkt var Tandläkareinstitutet (senare Tandläkarhögskolan) i Stockholm, grundat 1898, den enda tandläkarutbildningen i Sverige. 1945 föreslogs därför att ett andra tandläkarinstitut skulle inrättas för att avhjälpa den stora tandläkarbristen, och redan vid denna tidpunkt fanns det förslag om att detta skulle förläggas till Umeå. Valet föll dock på Malmö, och Tandläkarhögskolan i Malmö inrättades 1948.
Redan 1951 tillsattes dock en kommitté som 1953 föreslog en ytterligare utökning av tandläkarutbildningen, bland annat genom att en odontologisk högskoleklinik skulle inrättas i anslutning till det dåvarande länslasarettet i Umeå. Kliniken skulle ta formen av en filial till Tandläkarhögskolan i Stockholm. Riksdagsbeslut fattades 1955, och verksamheten startade 1956 under namnet Tandläkarinstitutet i Umeå, med ett tjugotal studenter (som dock började och asvlutade sin utbildning i Stockholm).  Professor Göte Nyqvist blev 1956 institutets förste föreståndare och efterträddes 1961 av professor Lennart Lysell.
1 juli 1963 blev institutet en självständig högskola under namnet Tandläkarhögskolan i Umeå. Redan 1 juli 1964 gick dock högskolan upp i Umeå universitet, tillsammans med den 1959 grundade Medicinska högskolan i Umeå. Från 1965 erbjöds i Umeå hela den fullständiga femåriga utbildningen som mot slutet av 1960-talet lockade uppemot 300 studenter.
Den tidigare tandläkarhögskolan utgjorde 1964–1999 universitetets odontologiska fakultet, och är från 1999 organiserad som en institution inom medicinska fakulteten, som 1994–2004 hette medicinsk-odontologiska fakulteten.